# 倉橋歓太
倉橋 歓太（くらはし かんた、2002年6月4日 - ）は、ジャパンラグビーリーグワンのレッドハリケーンズ大阪に所属しているラグビーユニオン選手。

## 略歴
2017年、大阪府中学校代表として全国ジュニア・ラグビーフットボール大会に右プロップで出場し、優勝。
東海大学付属大阪仰星高等学校から、2021年に帝京大学へ入る。
大学2年時に関東大学対抗戦へロックで初出場。4年時には、関東ラグビーフットボール協会100周年記念大会に東軍代表にフランカーでプレーした。
2025年1月、第61回全国大学ラグビーフットボール選手権大会の決勝ではナンバーエイトで出場し、4連覇を果たした。
2025年2月3日、ジャパンラグビーリーグワンのレッドハリケーンズ大阪へ、アーリーエントリーでの加入を発表した。同年3月15日に行われたJAPAN RUGBY LEAGUE ONE第8節シャトルズ愛知戦にて先発出場でリーグワン公式戦初出場を果たした。同月、帝京大学卒業。